# البيضا (دسوق)
البيضا، عزبة تابعة لقرية سنهور المدينة، التابعة لمركز دسوق، التابع لمحافظة كفر الشيخ في جمهورية مصر العربية.